# وایمینگتون
وایمینگتون (به انگلیسی: Wymington) یک روستا و محله مدنی در بریتانیا است که در Bedford واقع شده‌است. وایمینگتون ۸۷۶ نفر جمعیت دارد.